# Prince Royce
Prince Royce, pseudonimo di Geoffrey Royce Rojas de Léon (New York, 11 maggio 1989), è un cantautore statunitense.

## Biografia

### Primi anni
Nasce nel quartiere newyorkese del Bronx da genitori della Repubblica Dominicana. Il padre è tassista e la madre stilista, secondo di quattro fratelli. Durante l'adolescenza partecipa al coro della scuola elementare, compete in alcuni talent show e, all'età di 13 anni inizia a scrivere poesie, che poi adatta a basi musicali componendo vere e proprie canzoni. Durante la sua infanzia e l'adolescenza, ascolta diversi generi musicali, come la musica: techno, pop, rap, hip-hop, rock e bachata, ma soprattutto nello stile di: Michael Jackson, Usher, Ginuwine, Juan Luis Guerra, Romeo Santos e Aventura Rojas.
Della sua prima esecuzione pubblica, ha detto:"È stato alle elementari, ho cantato. Mi sentivo veramente a mio agio in scena". A 16 anni scrive le sue prime composizioni musicali con lo pseudonimo di Prince Royce. A 18 partecipa al programma "Sabado Gigante" dove esegue brani di Wisin & Yandel. In un'intervista ha affermato che uno dei suoi primi lavori fu realizzato in un negozio di vendita di telefoni cellulari:"Ho dovuto farlo per pagare i musicisti, lo studio e l'intera base per quello che sono oggi. Dalla serenata, alla pulizia del materiale, al negozio mobile, dovevo farlo".

### Carriera musicale

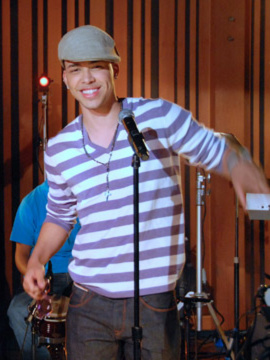
Royce si esibisce nel 2010

A 19 anni incontra Andrés Hidalgo che, dopo aver ascoltato una delle sue demo, diviene il suo manager, orientandolo verso lo stile della musica bachata. Questo manager era responsabile anche della presentazione del pianista Sergio George, con il quale ha firmato un contratto discografico con la sua etichetta, la Top Stop Music. Il principale compositore musicale che più lo ha influenzato, Jason Birchmeier, lo ha definito "uno dei più promettenti talenti del mondo della musica e della bachata urbana". Le melodie delle sue canzoni sono diverse perché aggiungono violini e violoncelli.
Hidalgo inizia a collaborare con Royce nella composizione di brani musicali secondo lo stile musicale della bachata. È proprio in questo momento che Royce decide di dare una svolta alla sua carriera musicale. Hidalgo in seguito fa incontrare Royce a Sergio George, il quale, dopo avere ascoltato tre sue demo, decide di metterlo sotto contratto con la label di cui è direttore, la Top Stop Music. Il suo album di debutto, Prince Royce, viene registrato nel 2009 e pubblicato nel 2010 e prodotto grazie alla collaborazione di Hidalgo e Sergio George. L'album raggiunge subito il successo scalando le classifiche Billboard.

### Il primo album: "Prince Royce"
La produzione dell'album viene condotta da Hidalgo e George, mentre Royce assume la coproduzione assieme a Carlos Quintana, di About.com. Quintana descrive la sua opera musicale come "Una Bachata con sonorità R & B e pop".
Poco dopo il lancio negli Stati Uniti, l'album si piazza in 15ª posizione nella classifica di Billboard Latin. Il tema principale dell'album è, Stand by Me, una versione bachata della omonima canzone del 1961 prodotta da Ben E. King. Il brano raggiunge la prima posizione della sezione di Billboard, Airplay Tropical e l'8ª posizione nella classifica Hot Latin.

### Il secondo singolo "Corazon sin cara"
Il suo secondo singolo "Corazón sin cara" esce a metà febbraio del 2010 e si piazza al primo posto nelle classifiche di Tropical Songs, Latina Airplay e Airplay Tropical Latina. Inoltre, raggiunge la prima posizione nella Billboard Album Tropicali, e viene certificato come "doppio disco di platino" dalla Recording Industry Association of America (RIAA).
Nel dicembre del 2010 questo brano viene utilizzato nel programma televisivo domenicale, "I grandi campionati", prodotto nel 2010 dalla rete televisiva americana ESPN. Questo album ha ricevuto una nomination ai "Latin Grammy" per il miglior playlist Contemporánea.

### Pluripremiato
Royce è vincitore di numerosi premi : otto "Lo Nuestro Awards", undici Billboard Latin Music Awards, quattro Premios Juventud e due Cassandra Award. È anche noto per aver generato una mezza rivoluzione nella moda giovanile, spingendo adolescenti di tutto il mondo a imitare il suo modo di vestire, attraverso l'uso di cappucci e vestiti simili ad un'uniforme. Il suo timbro vocale è considerato da tenore lirico, appassionato, espressivo e sensuale, vellutato e rotondo, un tono che ricorda il suono del violoncello.
Sandra Commisso della rivista argentina Clarin ha scritto:"Prince Royce è la musica bachata, il suo talento è inspiegabile, e la sua voce è, per un artista di 23 anni, inattesa. Come l'album precedente, "Fase II" è una produzione bilingue che definisce il suo fascino romantico".
Durante la sua carriera ha pubblicato due album in studio e nove singoli (di cui due promozionali e due come artista ospite).

### I singoli di successo e il secondo album

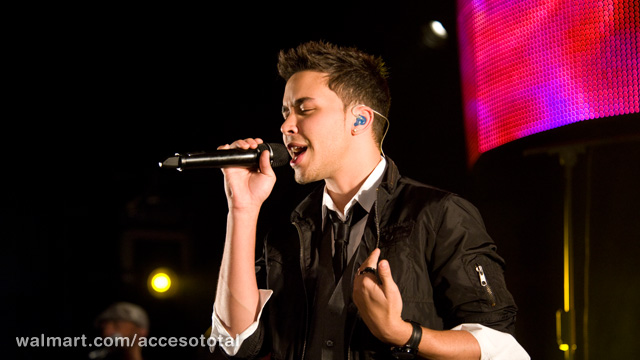
Prince Royce in concerto

I singoli Stand by Me e "Corazón Sin Cara" hanno raggiunto la prima posizione sia nel "Billboard tropicale", che nella "Hot Latin Songs". Nel 2011, era noto per aver reso popolare in tutto il mondo la musica bachata inteiro.
Nel 2012, viene pubblicato dalla Atlantic Records il secondo album in studio del cantante, che, durante la prima settimana e nei soli Stati Uniti vende 23 000 copie, raggiungendo il primo posto in tre classifiche : la "Billboard Top Albums latini", la "Album Tropicale" e la "XVI Billboard".

## Premi ricevuti
Nel 2010 Prince Royce riceve diversi premi e nomination. Viene nominato per un Grammy Latino per "Miglior Album Tropicale contemporaneo", e parte per il suo primo tour in tutta Italia.
Nel 2011 tiene un concerto americano e partecipa ai Premios Juventud 2011 vincendo 4 premi. Nel maggio 2011, firma un contratto discografico con la Atlantic Records per la pubblicazione di un album in inglese. Questo contratto è una partnership tra Atlantic Records e l'etichetta musicale Top Stop.
Nello stesso anno riceve quattro nomination, di cui tre vinte : il Billboard Latin Music Awards nelle categorie "Album Tropical of the Year", il "Digital Album of the Year" e l'"Album of the Year". Il primo singolo, "Standy by Me" ha ricevuto una sola nomination, vincendo il premio, "Lo Nuestro Awards", nella categoria "Canzone Tropical dell'Anno".
"Corazón Sin Cara ", pubblicato come secondo singolo, riceve sei nomination e vince in due categorie : nella "Billboard Latin Music Awards" come "Miglior Canzone Tropical" e come "Best Video" al "Premios Juventud". Nel 2012, Royce riceve tre nomination ai Billboard Music Awards, ed è vincente nel Premio Casandra nella categoria "Artista straniero più popolare"
Al "Billboard Latin Music Awards", Royce riceve ben 12 nomination, il maggior numero di nomination per il 2012. Il cantante viene premiato insieme a Don Omar, entrambi con otto statuette. Nel Premios Juventud, riceve 10 nomination, tre personali e tre per la sua canzone "Las Cosas Pequeñas", una per la sua collaborazioni con Daddy Yankee e Manna nella categoria "Perfect Combination", una per il Tour Euphoria , infine una con Enrique Iglesias e Pitbull nella categoria "Miglior Tour".
La rivista Billboard ha rivelato che Royce sta lavorando al suo secondo album. Mike Caren, vice presidente esecutivo di A & R in Atlantico, ha affermato che la maggior parte delle canzoni dovrebbero essere in inglese, con una spiccata influenza della musica latina, ma il 10 aprile 2012 il secondo album esce ma solo con brani musicali cantati in spagnolo. L'album, con 13 brani, include una varietà di stili musicali, tra cui il Mariachi Merengue e melodie in un atipico e tradizionale stile Bachata.
Spinto dalla popolarità del suo primo singolo "Las Cosas Pequeñas", "Fase II" diventa l'album più venduto nel negozio online di iTunes. "Las Cosas Pequeñas" debutta in prima posizione nella chart "Songs Tropical", mentre in due settimane raggiunge il primo posto nella classifica "Latin Songs".
Nella settimana del lancio dell'album di "Fase II", Royce partecipa nel Stati Uniti a quattro eventi per incontrare i fan. Nel settembre 2012, il cantante partecipa al "Festival People" in spagnolo, creato dalla rivista People, che vede anche la partecipazione di altri famosi cantanti di musica latina, come Luis Miguel e Papà Yankee.
Royce canta poi al festival "made in America", creato dal rapper statunitense Jay- Z. L'evento è caratterizzato dalla presenza di artisti espressione di diversi ritmi musicali come Rita Ora, Skrillex, Calvin Harris, Janelle Monae, e Afrojack Pearl Jam. In un'intervista a La Nación, il cantante ha rivelato che insieme, verso la fine del 2012, realizzeranno il loro primo tour. Secondo le sue dichiarazioni verranno sicuramente organizzati concerti negli Stati Uniti, nella Repubblica Dominicana e a Porto Rico, sono già certo, ma sono in progetto anche altri paesi dell'America Latina, tra cui Colombia e Venezuela. Inoltre rivela di aver già ricevuto offerte di esibirsi in Francia, Spagna, Italia e Austria, ma Royce ha spiegato che per questi paesi la loro partecipazione era ancora dubbia.

### Cronologia degli eventi

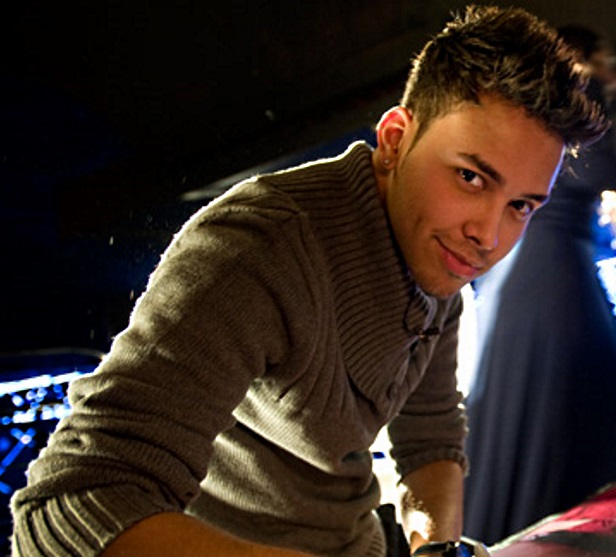
Prince Royce nel 2012

Nel 2011 Prince Royce partecipa come protagonista ad tour in tutta l'America (euphoria tour) con Enrique Iglesias e pitbull, partecipando ai Premios Juventud 2011, vincendo 4 premi.
Il 26 febbraio 2012 si esibisce dal vivo all'annuale Festival di Viña del Mar, durante il concerto fece sentire ai suoi fan i brani "Y te Me Vas" e "Incondicional", due primissime dell'album che uscì il 10 aprile 2012.
Prince Royce ai Latin Billboard 2012 ha vinto 8 premi.
Nel 2013 Prince Royce viene in Europa per il suo secondo tour in Europa, a Milano e Roma Sold Out.
Sempre nel 2013 Prince Royce ha partecipato come giudice di "la voz kids" (The Voice americano per bambini e ragazzi) a fianco a Paulina Rubio e Roberto Tapia durante il quale ha vinto il team Royce (Paola Guanche). Ha recitato anche in una puntata di una serie telenovela 11-11: En mi cuadra nada cuadra del canale latinoamericano Nickelodeon.
Dopo il successo di "Te perdiste mi amor" con la cantante Messicana Thalía, il 16 luglio esce l'attesissimo brano insieme al video ufficiale "Darte un beso", che fu anche il primo video dell'account youTube PrinceRoyceVevo
L'8 ottobre 2013 Prince Royce ufficializza tramite Facebook l'uscita del terzo album con il titolo "Soy El Mismo". L'album contiene 11 tracce, di cui 8 in spagnolo e 3 in inglese, e un duetto con Selena Gomez, "Already Missing You".
Prince Royce nel 2013 ha partecipato ad X Factor Usa duettando con Carlito Olivero
In Italia, sul sito di itunes, l'album "Soy El Mismo'" ha raggiunto la prima posizione. Nel 2014 realizzerà un pop album tutto in inglese.
Nel 2014 Prince Royce partecipa per la seconda volta a la voz kids 2 (The Voice americano per bambini e ragazzi) a fianco a Natalia Jiménez e Roberto Tapia.
Il Video "Darte Un Beso" ha raggiunto più di 500.000.000 visualizzazioni e la canzone "Darte Un Beso" ha ottenuto un successo mondiale, tanto che Michel Teló ha deciso di fare la canzone insieme a Prince Royce in portoghese "Te dar um beijo" .
Sempre nel 2014 Prince Royce va in tour "Power And Love Tour" in america latina con il rapper portoricano Wisin e con una nuova cantante che ha scoperto Royce "Sofia Reyes" e fanno sold out in Porto Rico
Il 15 novembre Prince Royce va in concerto con il suo "Soy El Mismo Tour" al Madison Square Garden di New York.
Il 20 novembre è stato nominato ai Latin Grammy Awards.
Il 22 novembre 2014 Prince Royce si è esibito all'iHeartRadio Fiesta Latina festival a Inglewood (California).
Il 3 dicembre si è esibito a New York al Christmas in Rockefeller Center. Al evento trasmesso da NBC hanno partecipato anche Mariah Carey, Tony Bennett e Lady Gaga.
L'8 dicembre si è esibito al Walt Disney World di Orlando in occasione della parata di Natale.
Il 10 dicembre esce il suo nuovo singolo "Stuck On A Feeling" con il rapper Snoop Dogg.
Il 13 maggio ha partecipato alla finale di American Idol con Jennifer Lopez e Pitbull e il 9 giugno è uscito "Back It Up".
Nel 2018 ha prestato la sua voce ad un personaggio principale di puntata nel cartone animato Disney Elena of Avalor.

## Vita privata
Nel 2011 inizia una relazione con l'attrice Emeraude Toubia. La coppia si è sposata il 1 dicembre 2018 ed ha annunciato il divorzio a marzo 2022.

## Discografia

### Album in studio
- 2010 - Prince Royce
- 2012 - Phase II
- 2013 - Soy el Mismo
- 2015 - Double Vision
- 2017 - Five
- 2020 - Alter Ego

### Raccolte
- 2012 - Number 1's Greatest Hits

### Singoli
- 2010 - Stand by Me
- 2010 - Su hombre soy yo
- 2010 - Corazón sin cara
- 2010 - Tu y yo
- 2011 - Rechazame
- 2011 - El amor que perdimos
- 2011 - Mi ultima carta
- 2011 - ven conmigo ft. Daddy Yankee
- 2011 - El verdadero amor perdona ft. Maná
- 2011 - Addicted
- 2012 - Las cosas pequeñas
- 2012 - Incondicional
- 2012 - Hecha para mi
- 2012 - Eres tu
- 2012 - Mi habitacion
- 2012 - Memorias
- 2012 - Dulce
- 2012 - Te me vas
- 2013 - Te perdiste mi amor ft. Thalía
- 2013 - Darte un beso
- 2013 - Soy el mismo
- 2013 - Already Missing You ft. Selena Gomez
- 2014 - Mi regalo favorito
- 2014 - Te robaré
- 2014 - Nada
- 2014 - Stuck on a Feeling ft. Snoop Dogg
- 2015 - My Angel
- 2015 - Back It Up ft. Pitbull and Jennifer Lopez
- 2015 - Extraordinary
- 2015 - Culpa al corazon
- 2016 - La carretera
- 2016 - Moneda ft. Gerardo Ortiz
- 2017 - Déjà vu ft. Shakira
- 2017 - Ganas locas ft. Farruko
- 2017 - Sensualidad ft. Bad Bunny
- 2017 - 10 años ft. Ha*Ash
- 2018 - Llegaste tú ft. CNCO
- 2019 - El clavo ft. Maluma
- 2019 - Adicto ft. Marc Anthony
- 2019 - Morir solo
- 2020 - Cita
- 2020 - Señorita por favor
- 2020 - Pull Up ft. DaniLeigh
- 2020 - Fill Me In
- 2020 - Luna negra
- 2020 - Me robaste la vida
- 2020 - Besos mojados
- 2020 - Contra la pared
- 2020 - Carita de inocente (Remix) ft. Myke Towers
- 2020 - Lotería
- 2020 - Really Real
- 2020 - Si supieras
- 2020 - Yo te soñé
- 2020 - Es muy tarde
- 2021 - Lao' a Lao
- 2022 - Te Espero ft. Maria Becerra
- 2025 -  I Want It That Way

## Doppiatori italiani
- Matteo Liofredi